# Brooks Macek
Brooks Macek (* 15. května 1992, Winnipeg, Kanada) je kanadsko-německý lední hokejista a reprezentant Německa, hráč klubu EHC Red Bull München v německé DEL. Hraje na pozici centra.

## Klubová kariéra
V zámoří hrál v juniorských letech za týmy Notre Dame Hounds Bantam AAA, Tri-City Americans (WHL) a Calgary Hitmen (WHL). V červnu 2013 podepsal seniorský kontrakt s týmem Iserlohn Roosters z německé DEL. Před sezónou 2016/17 se stal hráčem jiného německého klubu EHC Red Bull München.

## Reprezentační kariéra
V německé seniorské reprezentaci v ledním hokeji debutoval v listopadu 2015 na turnaji Deutschland Cup proti Švýcarsku (porážka 2:3).
Zúčastnil se MS 2016 v Rusku. Na 23. Zimních olympijských hrách v semifinálovém zápase proti Kanadě vstřelil úvodní gól.